# Anomalia chirală
În fizica teoretică, o anomalie chirală se referă la neconservarea anormală a unui curent chiral. Pe înțeles simplu, este ca și cum ai avea o cutie sigilată care conține un număr egal de șuruburi cu filet stâng și filet drept, dar la deschidere se constată că are mai multe șuruburi de un singur tip decât de celălalt.
Astfel de evenimente ar trebui să fie interzise conform legilor clasice de conservare, dar se știe că pot fi încălcate. Avem dovezi ale neconservării parității sarcinii („încălcarea CP”), deci trebuie să existe modalități prin care aceste legi pot fi încălcate. Se crede că alte dezechilibre ar putea fi cauzate de încălcarea unei legi chirale similare. Mulți fizicieni bănuiesc că anomalia chirală ar putea fi responsabilă pentru excedentul de materie din universul observabil, spre deosebire de antimaterie. Cercetarea legilor de încălcare a simetriei chirale este un domeniu activ de cercetare în fizica particulelor modernă.

## Introducere informală

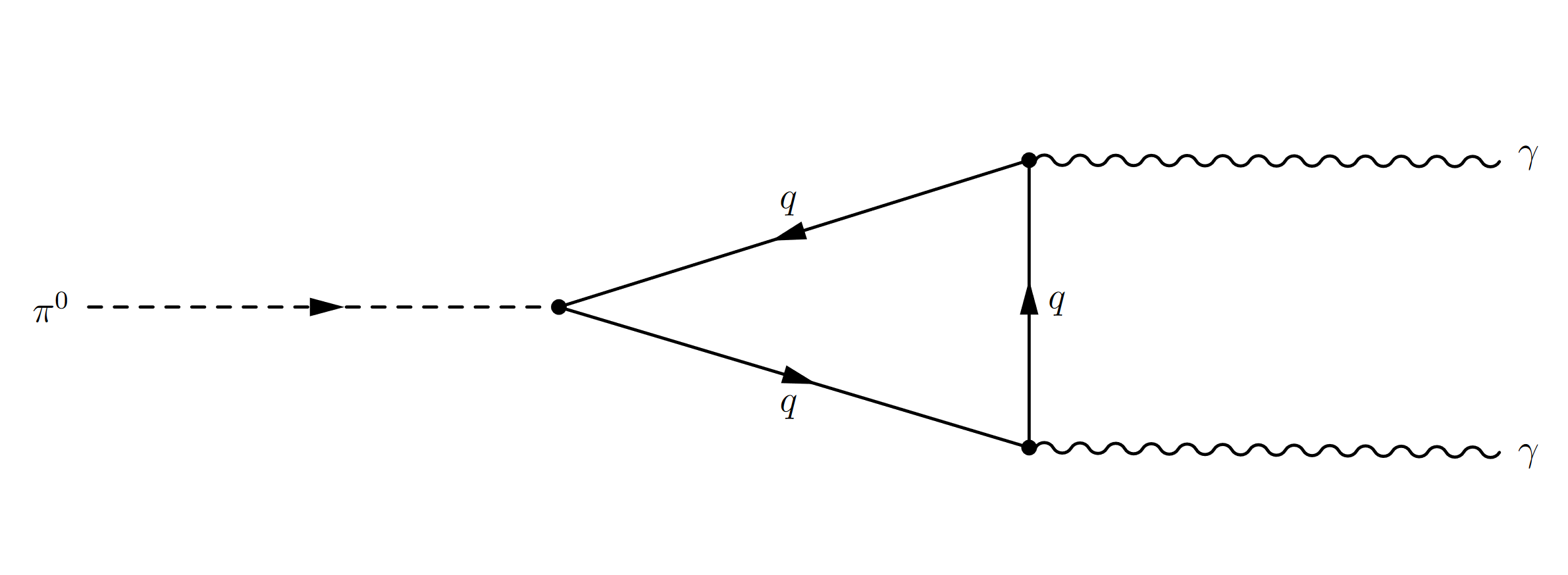
Dezintegrarea pionului neutru indusă de anomalii Această diagramă Feynman cu o singură buclă ilustrează dezintegrarea pionului neutru (π0) în doi fotoni (γ). Cuplarea pionului este, în timp ce cei doi fotoni se cuplează ca vectori. Triunghiul din diagramă însumează toate generațiile de leptoni.

Anomalia chirală se referea inițial la rata de dezintegrare anormală a pionului neutru, calculată în cadrul algebrei curente a modelului chiral. Aceste calcule sugerau o suprimare a dezintegrării pionului, contrazicând rezultatele experimentale. Natura calculelor anormale a fost elucidată pentru prima dată în 1969 de către Stephen L. Adler⁠(d) și John Stewart Bell & Roman Jackiw⁠(d). Această anomalie este cunoscută acum sub numele de anomalia Adler-Bell-Jackiw a electrodinamicii cuantice. Este o simetrie a electrodinamicii clasice care este încălcată de corecții cuantice.
Anomalia Adler–Bell–Jackiw (ABJ) apare în contextul electromagnetismului clasic (necuantificat) cuplat cu fermioni fără masă. Acești fermioni sunt reprezentați de spinori Dirac încărcați electric care satisfac ecuația lui Dirac. În această teorie clasică, ne așteptăm la existența a doi curenți conservați: 
- Curentul electric obișnuit (curent vectorial): Descris de câmpul Dirac ca fiind {\displaystyle j^{\mu }={\overline {\psi }}\gamma ^{\mu }\psi }

- Curent axial: Definit ca fiind {\displaystyle j_{5}^{\mu }={\overline {\psi }}\gamma ^{5}\gamma ^{\mu }\psi ~.}

Trecând de la teoria clasică la cea cuantică, se calculează corecțiile cuantice ale curenților electromagnetic și axial. La ordinul întâi, aceste corecții sunt reprezentate de diagramele Feynman cu o singură buclă. Cu toate acestea, aceste diagrame sunt divergente și necesită o regularizare pentru a obține amplitudinile renormalizate. Pentru o renormalizare semnificativă, coerentă și consecventă, diagramele regularizate trebuie să respecte aceleași simetrii ca și amplitudinile cu buclă zero (clasică). Această condiție este îndeplinită pentru curentul vectorial, dar nu și pentru curentul axial. Curentul axial nu poate fi regularizat într-un mod care să păstreze simetria axială. Prin urmare, simetria axială a electrodinamicii clasice este ruptă de corecțiile cuantice. Din punct de vedere formal, identitățile Ward-Takahashi ale teoriei cuantice decurg din simetria gauge a câmpului electromagnetic. Totuși, identitățile corespunzătoare pentru curentul axial sunt încălcate, reflectând ruptura simetriei axiale.
În timp ce anomalia Adler–Bell–Jackiw (ABJ) era intens studiată în fizică, domeniul geometriei diferențiale a cunoscut evoluții conexe care implicau expresii similare. Totuși, spre deosebire de anomalia ABJ, aceste evoluții nu se refereau la corecții cuantice, ci la explorarea structurii globale a fasciculelor de fibre. Mai precis, se investigau operatorii Dirac pe structuri de spin cu forme de curbură asemănătoare tensorului electromagnetic, atât în patru, cât și în trei dimensiuni (teoria Chern–Simons). După numeroase discuții și dezbateri, s-a clarificat faptul că structura anomaliei ABJ poate fi descrisă prin intermediul fasciculelor cu un grup de omotopie non-trivial. În limbajul fizicii, această conexiune este interpretată prin conceptul de instantoni.
Instantonii sunt o formă de soliton topologic, adică o soluție stabilă a teoriei clasice a câmpului care nu se poate degrada, spre deosebire de unde plane). Spre deosebire de vidul trivial al teoriei clasice a câmpului, care este un spațiu gol plat, instantonii sunt configurații non-triviale ale câmpurilor care conțin o "răsucire". Teoria cuantică poate interacționa cu instantonii, iar această interacțiune duce la apariția anomaliei chirale:
- Soliton topologic: Un soliton este o soluție stabilă a unei ecuații diferențiale care nu se poate descompune în unde mai simple. Spre deosebire de alte soluții, un soliton își păstrează forma și identitatea pe parcursul propagării. Această proprietate specială de nedescompunere se datorează topologiei spațiului în care se propagă solitonul.

- Instanton: Un instanton este un tip specific de soliton topologic care apare în teoria câmpului Yang-Mills. Această teorie descrie interacțiunile dintre particulele elementare numite quarci și gluoni. Instantonii sunt configurații stabile ale câmpurilor Yang-Mills care conțin o "răsucire" caracteristică. Această răsucire este strâns legată de topologia spațiului-timp în care se propagă instantonul.

- Anomalie chirală: Anomalia chirală este o caracteristică a teoriilor cuantice care implică fermioni chirali. Fermioinii chirali sunt particule elementare care posedă o proprietate numită chiralitate, legată de orientarea spațială. Anomalia chirală se manifestă prin divergența anumitor calcule ale amplitudinii probabilității în teoria cuantică. Această divergență, aparentă ca o problemă, poate fi eliminată prin introducerea instantonilor. Interacțiunea dintre instantoni și teoria cuantică duce la o regularizare a calculelor și la o rezolvare a anomaliei chirale.

În matematică, configurațiile netriviale apar frecvent în studiul operatorilor Dirac în cadrul lor complet generalizat, adică pe varietăți Riemanniene în dimensiuni arbitrare. Provocările matematice implicate includ identificarea și clasificarea acestor structuri și configurații complexe. Un rezultat celebru în acest domeniu este teorema indicelui Atiyah–Singer pentru operatorii Dirac. Pe scurt, simetriile spațiu-timpului Minkowski, invarianța Lorentz, operatorii Laplaciani, operatorii Dirac și fasciculele de fibre U(1)xSU(2)xSU(3) interpretate ca cazuri speciale ale unui cadru mult mai general în geometria diferențială. Explorarea diverselor posibilități din acest cadru reprezintă o sursă majoră de entuziasm în teorii precum teoria corzilor. Cu toate acestea, bogăția de posibilități explică, de asemenea, o anumită percepție a lipsei de progres semnificativ în acest domeniu.
Anomalia Adler–Bell–Jackiw (ABJ) a fost confirmată experimental prin descrierea dezintegrării pionului neutru, mai precis a lățimii dezintegrării sale în doi fotoni. Pionul neutru a fost descoperit în anii 1940, iar rata sa de dezintegrare (lățimea) a fost estimată corect de J. Steinberger în 1949. Divergența anormală a curentului axial a fost calculată corect de Schwinger în 1951 într-un model bidimensional de electromagnetism cu fermioni fără masă. Sutherland și Veltman au demonstrat în 1967 că dezintegrarea pionului neutru este suprimată în cadrul analizei algebrică curentă a modelului chiral. O explicație și o rezolvare a acestui rezultat anormal au fost oferite de Adler și Bell & Jackiw în 1969. O structură generală a anomaliilor a fost discutată de Bardeen în 1969.
Modelul cu quarci al pionului sugerează că acesta este o stare legată formată dintr-un quarc up și un anti-quarc down. Cu toate acestea, numerele cuantice ale pionului, cum ar fi paritatea și momentul unghiular, considerate a fi conservate, interzic dezintegrarea sa, cel puțin în calculele cu buclă zero (amplitudinile devin nule). Dacă se presupune că quarcii au o masă nenulă, o dezintegrare care încalcă chiralitatea devine permisă. Totuși, rezultatul nu are dimensiunea corectă. Chiralitatea nu este o constantă a mișcării pentru spinorii masivi; aceștia își pot schimba orientarea pe parcursul propagării. Masa în sine introduce un termen care încalcă simetria chirală. Contribuția masei este dată de rezultatul Sutherland și Veltman și este numită „ PCAC” (curentul axial parțial conservat). Analiza Adler–Bell–Jackiw din 1969 (precum și lucrările anterioare ale lui Steinberger și Schwinger) oferă lățimea de dezintegrare corectă pentru pionul neutru.
Pe lângă explicarea dezintegrării pionului, anomalia Adler-Bell-Jackiw (ABJ) are un al doilea rol crucial în fizica modernă. În calculele cuantice, amplitudinea unei bucle include un factor care numără numărul total de leptoni care pot circula în acea buclă. Pentru a obține lățimea corectă de dezintegrare a pionului, este esențial ca Modelul Standard al particulelor elementare să conțină exact trei generații de quarci, nu patru sau mai multe. Anomalia ABJ joacă un rol important în constrângerea numărului de generații de quarci permise în Modelul Standard. Prin intermediul acestei anomalii, se obține o predicție fizică precisă a numărului de quarci care pot exista în natură, limitându-l la trei generații. Această predicție este în concordanță cu observațiile experimentale din fizica particulelor.
Cercetările actuale se concentrează pe identificarea fenomenelor similare cu anomalia Adler-Bell-Jackiw (ABJ) în diverse contexte fizice. Un domeniu de interes este studiul configurațiilor topologice netriviale ale teoriei electroslabe, cunoscute sub numele de sfaleroni. Sfaleronii pot juca un rol important în anumite procese fizice, cum ar fi transformarea chirală instantanee. Anomalia ABJ poate fi utilizată pentru a analiza proprietățile sfaleronilor și pentru a calcula efectele lor.
Alte aplicații potențiale ale anomaliei ABJ includ:
- Neconservarea numărului barionic: Anomalia ABJ poate fi relevantă pentru înțelegerea proceselor care pot duce la neconservarea numărului barionic în universul timpuriu. Numărul barionic este o mărime fundamentală care descrie diferența dintre numărul de barioni (particule cu o sarcină barionică +1) și numărul de antibarioni (particule cu o sarcină barionică -1).
- Teorii de unificare mare (GUT): Anomalia ABJ poate fi utilizată pentru a constrânge modelele GUT, care încearcă să unifice toate forțele fundamentale ale naturii într-o singură teorie.
- Alte teorii: Anomalia ABJ poate fi relevantă și pentru alte teorii fizice, cum ar fi teoria coardelor și gravitația cuantică.

## Discuție generală
În anumite teorii cu fermioni care posedă simetrie chirală, cuantizarea poate duce la ruperea spontană a acestei simetrii (globale). În acest caz, sarcina asociată simetriei chirale nu este conservată. Neconservarea are loc prin intermediul unui proces de tunelare de la un vid la altul, numit instanton.
Considerăm o teorie cu simetrie chirală legată de conservarea numărului de particule fermionice. Crearea de particule prin mecanismul instantonilor poate fi înțeleasă după cum urmează:
- Definiția particulelor diferă în cele două stări de vid: Definiția unei particule diferă în cele două stări de vid între care are loc tunelarea. Prin urmare, o stare fără particule într-un vid corespunde unei stări cu anumite particule în celălalt vid.

- Marea Dirac: Există o "mare Dirac" de fermioni, o mulțime de stări de energie negative care pot fi ocupate de fermioni.

- Deplasarea nivelurilor de energie: Când are loc tunelarea, nivelurile de energie ale fermionilor din această mare se deplasează treptat în sus pentru particule și în jos pentru antiparticule (sau invers).

- Crearea de particule: Această deplasare determină ca particulele care au aparținut cândva mării Dirac să devină particule reale (cu energie pozitivă), ducând la crearea de particule.

Din punct de vedere tehnic, în cadrul formulării integrale pe cale, o simetrie anormală se definește ca o simetrie a acțiunii {\displaystyle {\mathcal {A}}}, dar nu a măsurii μ. Ca urmare, ea nu este o simetrie a funcționalului generator
{\displaystyle {\mathcal {Z}}=\int \!{\exp(i{\mathcal {A}}/\hbar )~\mathrm {d} \mu }}
a teoriei cuantificate (unde ℏ este cuantumul acțiunii lui Planck împărțit la 2π), utilizează o măsură {\displaystyle d\mu } formată din două părți: una dependentă de câmpul fermionic {\displaystyle [\mathrm {d} \psi ]} și alta dependentă de conjugatul său complex {\displaystyle [\mathrm {d} {\bar {\psi }}]}. Transformările ambelor părți sub o simetrie chirală nu se anulează în general. De reținut că, în cazul unui fermion Dirac⁠(d) ({\displaystyle \psi }) simetria chirală poate fi exprimată ca {\displaystyle \psi \rightarrow e^{i\alpha \gamma ^{5}}\psi }, unde {\displaystyle \gamma ^{5}}este matricea gamma chirală care acționează pe {\displaystyle \psi }. Formula pentru {\displaystyle {\mathcal {Z}}} demonstrează explicit că anomaliile nu joacă un rol în limita clasică, ℏ → 0, anomaliile nu joacă un rol, deoarece în această limită doar extremele lui {\displaystyle {\mathcal {A}}} rămân relevante.
Anomalia este proporțională cu numărul instanton al câmpului gauge la care sunt cuplați fermionii. Este important de subliniat că simetria gauge, deși anormală, este respectată exact, fiind necesară pentru consistența teoriei.

## Calcul
Anomalia chirală poate fi calculată exact folosind diagrame Feynman cu o singură buclă. Un exemplu cunoscut este diagrama triunghiulară a lui Steinberger, care contribuie la dezintegrarea pionilor, incluzând procesul {\displaystyle \pi ^{0}\to e^{+}e^{-}\gamma }. Amplitudinea acestui proces poate fi calculată direct din modificarea măsurării câmpurilor fermionice sub transformarea chirală.
Wess și Zumino au stabilit un set de reguli care definesc comportamentul funcției de partiție sub transformări gauge. Aceste reguli sunt cunoscute sub numele de condiție de consistență Wess-Zumino.
Fujikawa a derivat anomalia chirală utilizând corespondența dintre determinanții funcționali și funcția de partiție, bazându-se pe teorema indicelui Atiyah-Singer. Detaliile metodei lui Fujikawa pot fi găsite la: metoda lui Fujikawa.

## Un exemplu: neconservarea numărului de barioni
Modelul Standard al interacțiunilor electroslabe conține elementele necesare pentru a explica bariogeneza, un proces ipotetic care a dus la un exces de barioni în Univers. Totuși, aceste interacțiuni nu au fost niciodată observate direct și ar putea fi insuficiente pentru a explica cantitatea totală de barioni observată în Univers, dacă se presupune că la Big Bang numărul lor era zero. Pe lângă încălcarea conjugării acuzației ({\displaystyle C}) și a parității (P) ({\displaystyle CP}), încălcarea numărului barionic este posibilă prin anomalia Adler–Bell–Jackiw a grupului {\displaystyle U(1)}.
Barionii nu sunt conservați de interacțiunile electroslabe obișnuite din cauza anomaliei chirale cuantice. Lagrangianul⁠(d) electroslab clasic conservă numărul barionic. Quarcii se combină întotdeauna în perechi quark-antiquark ({\displaystyle q{\bar {q}}}), deci un quark poate dispărea doar prin coliziune cu un antiquark. Cu alte cuvinte, curentul barionic clasic {\displaystyle J_{\mu }^{B}} este conservat:
{\displaystyle \partial ^{\mu }J_{\mu }^{B}=\sum _{j}\partial ^{\mu }({\bar {q}}_{j}\gamma _{\mu }q_{j})=0.}
Totuși, corecțiile cuantice cunoscute sub numele de sfaleroni⁠(d) distrug această lege de conservare. În loc de zero în partea dreaptă a ecuației, apare un termen cuantic nenul,
{\displaystyle \partial ^{\mu }J_{\mu }^{B}={\frac {g^{2}C}{16\pi ^{2}}}G^{\mu \nu a}{\tilde {G}}_{\mu \nu }^{a},}
unde C este o constantă numerică care dispare pentru ℏ = 0,
{\displaystyle {\tilde {G}}_{\mu \nu }^{a}={\frac {1}{2}}\epsilon _{\mu \nu \alpha \beta }G^{\alpha \beta a},}
iar puterea câmpului gauge {\displaystyle G_{\mu \nu }^{a}} este dată de expresia
{\displaystyle G_{\mu \nu }^{a}=\partial _{\mu }A_{\nu }^{a}-\partial _{\nu }A_{\mu }^{a}+gf_{bc}^{a}A_{\mu }^{b}A_{\nu }^{c}~.}
Sfaleronii electroslabi pot modifica numărul barionic și/sau leptonic doar cu 3 sau multipli de 3 (de exemplu, coliziunea a trei barioni în trei leptoni/antileptoni sau invers).
Un aspect important este că neconservarea curentului anormal este proporțională cu derivata totală a unui operator vectorial, notat ca {\displaystyle G^{\mu \nu a}{\tilde {G}}_{\mu \nu }^{a}=\partial ^{\mu }K_{\mu }} (această ecuație nu dispare din cauza configurațiilor instanton ale câmpului gauge, care sunt pur gauge la infinit). Curentul anormal {\displaystyle K_{\mu }} este definit ca:
{\displaystyle K_{\mu }=2\epsilon _{\mu \nu \alpha \beta }\left(A^{\nu a}\partial ^{\alpha }A^{\beta a}+{\frac {1}{3}}f^{abc}A^{\nu a}A^{\alpha b}A^{\beta c}\right),}
care este dualul Hodge al formei 3 Chern–Simons⁠(d).

### Forma geometrică
În limbajul formelor diferențiale, la orice formă de curbură auto-duală {\displaystyle F_{A}} putem atribui forma abeliană 4 {\displaystyle \langle F_{A}\wedge F_{A}\rangle :=\operatorname {tr} \left(F_{A}\wedge F_{A}\right)} . Teoria Chern-Weil demonstrează că această formă 4 este exactă la nivel local, dar nu global. Potențialul dat de forma 3 Chern-Simons la nivel local:
{\displaystyle d\mathrm {CS} (A)=\langle F_{A}\wedge F_{A}\rangle } .
Această afirmație este valabilă doar pentru o diagramă individuală. Forma globală {\displaystyle \langle F_{\nabla }\wedge F_{\nabla }\rangle } necesită o abordare topologică mai detaliată pentru a fi calculată corect, cu excepția cazului în care numărul instanton este zero.
Pentru a continua analiza, atașăm un „punct la infinit” k la spațiul {\displaystyle \mathbb {R} ^{4}}, obținând {\displaystyle S^{4}}. Folosind construcția "clutching", construim diagrame principale pentru A-pachete. O diagramă este definită pe o vecinătate a lui k, iar a doua pe {\displaystyle S^{4}-k}. Intersecția diagramelor din jurul lui k este trivială, rezultând o sferă {\displaystyle S^{3}}. Astfel, instantonii sunt clasificați de al treilea grup de homotopie {\displaystyle \pi _{3}(A)}, care pentru {\displaystyle A=\mathrm {SU(2)} \cong S^{3}} este pur și simplu al treilea grup de 3 sfere, {\displaystyle \pi _{3}(S^{3})=\mathbb {Z} }.
Divergența curentului numărului barionic (ignorând constantele numerice) este dată de:
{\displaystyle \mathbf {d} \star j_{b}=\langle F_{\nabla }\wedge F_{\nabla }\rangle } ,
iar numărul instantonului este
{\displaystyle \int _{S^{4}}\langle F_{\nabla }\wedge F_{\nabla }\rangle \in \mathbb {N} } .

### Articole publicate
- Frampton, P. H.; Kephart, T. W. (1983). „Explicit Evaluation of Anomalies in Higher Dimensions”. Physical Review Letters. 50 (18): 1343–1346. Bibcode:1983PhRvL..50.1343F. doi:10.1103/PhysRevLett.50.1343.
- Frampton, P. H.; Kephart, T. W. (1983). „Analysis of anomalies in higher space-time dimensions”. Physical Review. D28 (4): 1010–1023. Bibcode:1983PhRvD..28.1010F. doi:10.1103/PhysRevD.28.1010.
- Gozzi, E.; Mauro, D.; Silvestri, A. (2004). „Chiral Anomalies via Classical and Quantum Functional Methods”. International Journal of Modern Physics A⁠(d). 20 (20–21): 5009. Bibcode:2005IJMPA..20.5009G. doi:10.1142/S0217751X05025085.
- White, A. R. (2004). „Electroweak High-Energy Scattering and the Chiral Anomaly”. Physical Review D. 69 (9): 096002. Bibcode:2004PhRvD..69i6002W. doi:10.1103/PhysRevD.69.096002.
- Yang, J.-F. (2004). „Trace anomalies and chiral Ward identities”. Chinese Physics Letters⁠(d). 21 (5): 792–794. Bibcode:2004ChPhL..21..792Y. doi:10.1088/0256-307X/21/5/008.
- Csörgő, T.; Vértesi, R.; Sziklai, J. (2010). „Indirect Observation of an In-Medium η′ Mass Reduction in √sNN=200 GeV Au+Au Collisions”. Physical Review Letters. 105 (18): 182301. Bibcode:2010PhRvL.105r2301C. doi:10.1103/PhysRevLett.105.182301. PMID 21231099.
- AlMasri, M. W. (2019). „Axial-anomaly in noncommutative QED and Pauli–Villars regularization”. International Journal of Modern Physics A⁠(d). 34 (26). Bibcode:2019IJMPA..3450150A. doi:10.1142/S0217751X19501501.

### Manuale
- Fujikawa, K.; Suzuki, H. (2004). Path Integrals and Quantum Anomalies. Clarendon Press. ISBN 978-0-19-852913-2.
- Weinberg, S. (2001). The Quantum Theory of Fields. Volume II: Modern Applications. Cambridge University Press. ISBN 978-0-521-55002-4.

### Preprinturi
- Yang. „Trace and chiral anomalies in QED and their underlying theory interpretation”. arXiv:hep-ph/0309311 .